# Cantone di Chilla
Il Cantone di Chilla è un cantone dell'Ecuador che si trova nella Provincia di El Oro.
Il capoluogo del cantone è Chilla.